# 2-Amino-2-ciklopropil-2-(4-fosfonofenil)sirćetna kiselina
CPPG, 2-Amino-2-ciklopropil-2-(4-fosfonofenil)sirćetna kiselina, je antagonist glutamatnog receptora.